# باشگاه فوتبال کپنهاگن
باشگاه فوتبال کپنهاگن  (به دانمارکی: F.C. København) یک باشگاه فوتبال در شهر کپنهاگ در دانمارک می‌باشد که در سوپر لیگ دانمارک بازی می‌کند. 
این باشگاه در سال ۱۹۹۲ تأسیس شده‌است.
هم چنین، این باشگاه دانمارکی با سیزده قهرمانی، پرافتخارترین باشگاه سوپر لیگ دانمارک محسوب می شود.